# Cavalo andaluz
O cavalo andaluz é uma raça equina originária da Andaluzia, na Espanha. Descendente direto do cavalo ibérico, é oriundo de cruzamentos de cavalos sorraia (descendente de tarpã) com berberes e posteriormente árabes. É considerado o mais antigo cavalo de sela do mundo, tanto que muitos impérios e monarquias caíram e subiram através desta raça.
Cavalos de origem ibérica introduzidos nas Américas durante o período colonial, conhecidos como cavalos colonizadores, contribuíram geneticamente para a formação de diversas raças modernas, como o puro-sangue inglês, o cavalo campolina, o cavalo hanoveriano, o holsteiner, o lipizzan, o alter-real, o quarto de milha, conforme documentado em estudos genealógicos equinos.
É uma raça que apresenta bom desenvolvimento dos ossos e músculos, grande resistência física e perfeita harmonia entre as várias partes do corpo. Destaca-se também por sua inteligência, valentia e versatilidade. 